# Посёлок фабрики Первое Мая
Посёлок фа́брики Пе́рвое Ма́я (посёлок пустоши Луговой) — посёлок в Дмитровском районе Московской области, в составе городского поселения Дмитров. Население — 23 чел. (2010). До 2006 года посёлок входил в состав Настасьинского сельского округа.

## Расположение
Посёлок расположен в центральной части района, примерно в 5 км северо-западнее Дмитрова, на правом берегу реки Яхромы, высота центра над уровнем моря 125 м. Ближайшие населённые пункты — посёлок Опытного хозяйства центральной торфо-болотной опытной станции на противоположном берегу реки и Кончинино в 1,5 км на юго-запад.

## История
Упоминается как пустошь Луговая, т. е. ранее здесь была деревня Луговая на реке Яхрома. Возможно, деревня исчезла в результате польско-литовского нашествия. 
В конце XVIII века в данной местности по картам была мукомольная мельница и суковальня.
Суконная фабрика в пустоши Луговая, расположенная в 5 верстах от Дмитрова ниже по течению Яхромы, упоминается в 1835 году. Она принадлежала купцам Тугариновым. Оборудование в 2-х помещениях приводились в действие от колёс водяной мельницы. В 1839 году рядом основывают суконную фабрику братья Немковы. Затем в ходе расширения производства они выкупают фабрику Тугаринова. Часть помещений фабрики (производство, склады, жильё) размещалось в пустоши Луговой, часть в Дмитрове.  Основой для сукна была шерсть.
В Памятной книжке Московской губернии на 1914 год фабрика числится как «Суконная фабрика «Торгового дома И. Е. Немкова и Сыновей» в Дмитрове. Численность 123 рабочих.
В 1917 году фабрика была национализирована и переименована в фабрику 1-го Мая. Посёлок также переименован в посёлок 1-го Мая.
В 1920-е годы производство суконной фабрики 1-го Мая представляет: водяная плотина, водяная турбина в 100 лошадей, производственные и жилые помещения фабрики освещены электричеством. Имеется пожарная команда из 16 человек и 6 лошадей для внутреннего транспорта. Сырьё доставляются на автомашинах  треста «Мособлсукно». При фабрике функционирует клуб со сценой на 100 человек и библиотекой.
Фабрика 1-го Мая специализировалось на обработке суровья. Будущее сукно подвергалось чистке, обработке, покраске.
В 1961 году Муравьёвская ткацкая фабрика переходит в подчинение фабрики 1-го Мая. В 1963 году согласно приказу Управления легкой промышленности исполкома Мособлсовета фабрика 1-го Мая вместе с фабриками в деревне Муравьёво и в посёлке Деденево были объединены. В 1964 году они получают новое название: Дмитровская тонкосуконная фабрика. 

## Население
| 2002 | 2006 | 2010 |
| ---- | ---- | ---- |
| 3    | ↗8   | ↗23  |